# Hesperandra glabra
Hesperandra glabra är en skalbaggsart som först beskrevs av Degeer 1774. Hesperandra glabra ingår i släktet Hesperandra och familjen långhorningar.
Artens utbredningsområde är:
- Costa Rica.
- Guyana.
- Honduras.
- Guadeloupe.
- Nicaragua.
- Panama.
- Paraguay.
- Surinam.
- Venezuela.

Inga underarter finns listade i Catalogue of Life.